# Smolnica (obwód lwowski)
Smolnica (ukr. Смільниця) – dawna bojkowska wieś na Ukrainie, w obwodzie lwowskim, w rejonie starosamborskim, przy samej granicy z Polską. Obecnie znajduje się tu przejście graniczne Krościenko-Smolnica.
Do 1934 stanowiła gminę jednostkową w powiecie dobromilskim, za II RP w woј. lwowskim. W 1934 w nowo utworzonej zbiorowej gminie Krościenko. Tam utworzyła gromadę Smolnica składającą się z miejscowości Smolnica.
Podczas II wojny światowej w gminie Krościenko w powiecie Przemysl w dystrykcie krakowskim (Generalne Gubernatorstwo). Liczyła wtedy 339 mieszkańców.
Po wojnie weszła w struktury administracyjne Związku Radzieckiego. W 1951 mieszkańcy zostali wywiezieni w związku ze zbliżającym się wyegzekwowaniem umowy o zamianie granic.
Od 24 stycznia 1986 zaczął funkcjonować tu polsko-radziecki Punkt Uproszczonego Przekraczania Granicy Krościenko-Smolnica. Przekraczanie granicy odbywało się na podstawie przepustek. Organy Wojsk Ochrony Pogranicza wykonywały odprawę graniczną i celną.